# Santler
Santler ist ein ehemaliger britischer Hersteller von Automobilen.

## Unternehmensgeschichte
Das Unternehmen C. Santler & Co aus Malvern Link begann 1898 mit der Produktion von Fahrrädern und Automobilen.
Etwa 1924 wurde die Produktion von Automobilen eingestellt.

## Fahrzeuge
Die ersten Fahrzeuge, die auch unter dem Markennamen Malvernia angeboten wurden, ähnelten den damaligen Modellen von Benz. Zwischen 1906 und 1913 entstanden Kleinwagen mit Ein- und Zweizylindermotoren, die vorne im Fahrgestell montiert waren. Zwischen 1922 und 1924 wurden einige Dreiräder hergestellt.
1919 entstand der Santler One Way Motor Plough, ein dreirädriger Motorpflug mit 25-HP Paraffin-Motor und zwei Vorwärts- und zwei Rückwärtsgängen. Hiervon wurden sehr wenige, vielleicht auch nur ein auf einer Ausstellung gezeigtes Einzelstück, hergestellt.
Ein Fahrzeug dieser Marke nimmt gelegentlich am London to Brighton Veteran Car Run teil.